# DNB Bank
DNB Bank ASA (OSE: DNB
) er Norges største bank- og finanskoncern, med en egenkapital på 174,4 mia. norske kroner per 31. marts 2015. Koncernen er grundlagt 4. december 2003 efter en fusion mellem Den norske Bank (DnB) og Gjensidige NOR. Selskabets største aktionær er den norske stat ved Nærings- og handelsdepartementet (34 %), næststørste aktionær er Sparebankstiftelsen DNB (10 %). Selskabet skiftede i november 2011 navn til DNB.
DNB er Skandinaviens tredjestørste finanskoncern efter Nordea og Danske Bank. DNB forvalter en kapital på 3.089 mia. norske kroner, og har udlån på 1.476 mia. norske kroner per 31. marts 2015. Koncernen har hovedkontor i Bjørvika i Oslo.

## Forretningsområder
Foruden supportfunktionerne IT og drift, koncernfinans, risikostyring, HR og Kommunikation er DNB-koncernen inddelt i følgende forretningsområder:

### Erhverv Norge
- BM (erhverv) Norge har ansvar for betjening av bankens omkring 180.000 kunder indenfor segmentet små- og mellemstore virksomheder.

### Privatkunder Norge
- PM (privatkunde) Norge har ansvar for betjening av privatkunder i Norge gennem fysiske filialer, internet- og mobile platforme og kundeservice via telefon. Datterselskaberne DNB Boligkredit og DNB Ejendomsmægling indgår i forretningsområdet.

### Storkunder og international
- STI har ansvar for betjening af bankens største norske erhvervskunder og for DNBs internationale bankforretning inkluderer Baltikum & Polen, tidligere DnB NORD. De vigtigste indsatsområder er shipping, energi og fiskeri og havbrug.
- Datterselskabet DNB Næringsmegling er Norges største rådgiver og mægler indenfor levnesmiddelejendom.

### DNB Markets
- DNB Markets er koncernens værdipapirforretning. Meglerhuset har hovedkontor i Oslo, men har 13 regionale afdelinger i Norge og 6 internationale kontorer. DNB Markets var også største derivatforhandler og største værdipapirforretning indenfor tilrettelæggelse af obligationer- og certifikatlån i det norske marked i 2009.
- Forretningsområdets hovedområde er valuta, rente- og råvareprodukter, værdipapirer og andre investeringsprodukter

### Wealth Management / Formueforvaltning
- Forretningsområdet har ansvaret for kapitalforvaltning, private banking og nye livsforsikringsprodukter.
- DNB Kapitalforvaltning er landets største udbyder av værdipapirfonde. Selskabet tilbyder privatpersoner og institutioner i det norske og svenske opsparingsmarked nationale og internationale kapitalforvaltningstjenester.

### Produkt
- Forretningsområdet har ansvaret for DNB Finans, DNB Skadeforsikring og DNB Liv.

### DNB Baltikum
- Banken DnB NORD blev 100 % overtaget af DNB i december 2010, og den har sin hovedvirksomhed i Baltikum. Banken tilbyder et bredt produktområde til virksomheder og private kunder. Banken skiftede navn til DNB i november 2011.
- DNB Baltikum har 166 kontorer i fire lande og omkring 915.000 kunder, hovedsageligt i Litauen og Letland. DNB Baltikum var den tredjestørste bank i Litauen i 2010 og nummer fire i Letland målt på forvaltningskapital. I Estland var banken nummer fem målt efter totale udlån.

## Udland
DNB har filialer og repræsentationskontorer i New York, Houston, Santiago, Rio de Janeiro, London, Aberdeen, Murmansk, Athen, Luxembourg, Singapore, Shanghai, Mumbai, Chennai,  Hongkong, København, Hamborg, Helsingfors, Stockholm, Göteborg og Malmö.
DNB ejer også den russiske bank Monchebank, i dag DNB Monchebank.

## Historie
DNB-gruppens historie går tilbage til 1822 med etableringen af Christiania Sparebank. Den nuværende koncern består af sammenlægningen af Christiania Sparebank (1822),  Bergens Privatbank (1855), Den norske Creditbank (1857), Fellesbanken (1920), Bergens Kreditbank (1928), Gjensidige NOR, Postbanken, Vital Forsikring og Nordlandsbanken. DnB NOR var navnet fra 2003 da de to banker Den norske Bank (DnB) og Gjensidige NOR fusionerede. 11. november 2011 ændrede selskabet navn til DNB.
DnB NOR og Acta Kapitalforvaltning modtog i 2008 kritik for sin markedsføring af strukturerede opsparingsprodukter.

## Juridisk struktur
DNB ASA har fire datterselskaber, som igen er delt op i flere virksomheder.
1. DNB Bank ASA
  - AB DNB bankas (Litauen)
  - AS DNB banka (Letland)
  - Bank DNB AS
    - Bank DNB Polska S.A.

  - Cresco Kjøpekort AS
  - Cresco Kredittkort AS
  - DNB Asia Ltd.
  - DNB Boligkreditt AS
  - DNB Eiendom AS
  - DNB Eiendomsutvikling AS
  - DNB Energy Assets Inc.
  - DNB Gjenstandsadministrasjon AS
  - DNB Invest Holding AS
  - DNB Luxembourg S.A.
  - DNB Markets Inc.
  - DNB Meglerservice AS
  - DNB Næringskreditt AS
  - DNB Næringsmegling AS
  - DNB Reinsurance S.A.
  - Luxcap S.A.
  - Nordlandsbanken ASA
  - Norgeskortet AS
  - Postbanken Eiendom AS
  - Realkreditt Eiendom AS
2. DNB Asset Management Holding AS
  - DNB Asset Management AS
  - DNB Private Equity AS
  - DNB Asset Management Holding (Sverige) AS
    - DNB Financial Holding AB
      - DNB Asset Management S.A.
      - DNB Asset Management AB
        - DNB Asset Management (Asien) Ltd
          - DNB Investment Advisory Services (Indien) Private Ltd

        - DNB Asset Management (US) Inc

      - DNB Fonder AB
3. DNB Skadeforsikring AS
4. DNB Livsforsikring ASA
  - DNB Eiendomsholding AS
    - DNB Eiendomsforvaltning AS
    - DNB Eiendomsholding AS
    - DNB Eiendomsinvest KS
    - DNB Eiendomskomplementar AS
    - DNB Handelsparker AS
    - DNB Kista AB
    - DNB Livsforsikring Eiendom Sverige AB
    - DNB Næringseiendom AS
    - DNB Pensjonstjenester AS
    - DNB Propco International 1 AS
    - DNB Propco International 2 AS
    - DNB Qvadrat AB
    - DNB Scandinavian Property Fund AB
    - DNB Scandinavian Property Fund DA
    - DNB Scandinavian PropFund 4 KS
    - DNB SPV Holding AS